# قائمة ديدان حاسوب
الجدول التالي يوضح بعض المعلومات عن ديدان worm الحاسوب المشهورة وأصولها وتاريخ عزلها ونوعها وأسمائها المعروفة
| الاسم                  | الاسم المعروف                  | النوع       | النوع الفرعي                | تاريخ العزل     | العزل                                                                                     | اصوله             | مظوره             | ملاحظات |
| ---------------------- | ------------------------------ | ----------- | --------------------------- | --------------- | ----------------------------------------------------------------------------------------- | ----------------- | ----------------- | --- |
| باد ترانس [الإنجليزية] |                                |             | Mass mailer الإرسال الجماعي | 24 نوفمبر 2001  |                                                                                           |                   |                   | تثبيت مسجل لوحة مفاتيح لتسجيل المعلومات . |
| باجل                   | بيغل، ميتجليدر, لودإيت         |             |                             | 18 يناير 2004   | ماس ميلر                                                                                  |                   |                   | |
| بلاستر                 | لافسان                         |             |                             | 11 اغسطس 2003   | ملف جرول دوت إ إكس إ Gruel.exe يجعل كل ملفات إ إكس إ exe لا يمكن ربما إعادة تشغيل الحاسوب | هوبكنز (مينيسوتا) | جيفري لي بارسون   | موجه إلى بيل غيتس; محتوى الرسالة "بيل غيتس لماذا جعلت هذا ممكننا ? توقف عن جمع المال واصلح برمجياتك !!" |
| برونتوك                |                                |             |                             | 3 أكتوبر 2005   |                                                                                           | اندونيسيا         |                   | نشر عبر البريد الإلكتروني الإندونيسي بعنوان "أوقف الانهيار في هذا البلد" ؛ يدمر جدران الحماية |
| بولو بيبك              | W32/VBWorm.QXE                 |             |                             | 10 أكتوبر 2008  |                                                                                           |                   |                   | |
| كود رد                 |                                | دوس         |                             | يوليو 2001      |                                                                                           |                   |                   | استغلال خدمات معلومات الإنترنت من ميكروسوفت لتشويه صفحات الويب وبعض عناوين اي بي IP المحددة. |
| دودة دابروسي           |                                | دودة طروادة | الارسال الجماعي             | 15 يوليو 2009   |                                                                                           |                   |                   | يستبدل المجلدات بـ .EXE ، ومسجل المفاتيح، وإرسال البريد البطيء |
| كود رد 2               |                                |             |                             | 4 اغسطس 2001    |                                                                                           |                   |                   | استغلال ثقوب أمان خادم معلومات الإنترنت من ميكروسوفت |
| دابر                   |                                |             |                             | 14 مايو 2004    |                                                                                           |                   |                   | |
| دوم جويس               |                                |             |                             | 11 فبرراير 2004 |                                                                                           |                   |                   | مهاجمة أجهزة الكمبيوتر التي سبق أن أصيبت بفيروس ماي دوم |
| إكسبلورزيب             | دودة ملفات مضغوطة              |             |                             | 8 يونيو 1999    |                                                                                           |                   |                   | ينتشر عبر المستندات المضغوطة في بريد إلكتروني غير مرغوب فيه. |
| فازر كريسمس            | هاي دوت كوم                    |             |                             | ديسمبر 1988     |                                                                                           |                   |                   | |
| هيبريس                 | سنو وايت، فول مون، فيكنا.22528 |             |                             | 11 ديسمبر 2000  |                                                                                           | البرازيل          | فيكنا             | انتشر عبر البريد الإلكتروني |
| آي لوف يو              | لوف ليت، لوف بج                | دودة        |                             | 4 مايو 2000     |                                                                                           | مانيلا، الفلبين   |                   | |
| دودة كاك               |                                |             |                             | 22 أكتوبر 1999  |                                                                                           |                   |                   | في اليوم الأول من أي شهر، إذا كان الوقت بعد الساعة 5 مساءً، يتم عرض رسالة الدودة كاك في مربع رسالة منبثقًا نصه: "خطأ ذاكرة برنامج التشغيل ولا يقول اليوم!" يؤدي استبعادها إلى إعادة تشغيل جهاز الكمبيوتر ثم عرض الرسالة مرة أخرى. |
| كليز                   |                                |             |                             | اكتوبر 2001     |                                                                                           |                   |                   | |
| كوبفيس                 |                                |             |                             | ديسمبر 2008     |                                                                                           |                   |                   | مستهدف مستخدمي فيسبوك وماي فيس برسالة اجازة سعيدة |
| ميليسا                 | سيمبسون، كيجيبو                |             |                             | 26 مارس 1999    |                                                                                           |                   | ديفيد ل. سميث     | ليس المقصود أصلاً على أنها ضارة، ولكن تعطل الخوادم عن طريق إغراقهم بالبريد الإلكتروني |
| موريس                  |                                |             |                             | 2 نوفمبر 1988   |                                                                                           |                   | روبرت تابان موريس | تعتبر أول دودة الكمبيوتر على نطاق واسع. على الرغم من أنه تم إنشاؤه لأغراض أكاديمية، إلا أن إهمال المؤلف تسبب عن غير قصد في أن تكون الدودة بمثابة دنيل اوف سيرفس اتاك او ما يعرف بهجوم دانيل. ينتشر عن طريق استغلال الثغرات المعروفة في الأنظمة المستندة إلى يونكس، وكسر كلمات المرور الضعيفة، وتغيير معرف العملية الخاص به بشكل دوري لتجنب اكتشافه بواسطة مشغلي النظام. |